# Ghiacciaio Yancey
Il ghiacciaio Yancey è un ghiacciaio lungo circa 15 km situato nella regione meridionale della Terra di Oates, nell'Antartide orientale. Il ghiacciaio, il cui punto più alto si trova a circa 1800 m s.l.m., si trova sulla costa di Hillary e ha origine dal versante meridionale della regione orientale della dorsale Britannia, a sud-ovest del monte Aldrich, da cui fluisce verso est-sud-est fino a unire il proprio flusso a quello del ghiacciaio Byrd.

## Storia
Il ghiacciaio Yancey è stato mappato da membri dello United States Geological Survey (USGS) grazie a fotografie aeree scattate dalla marina militare statunitense (USN) nel periodo 1960-62, e così battezzato dal Comitato consultivo dei nomi antartici in onore della USS Yancey, una nave da trasporto anfibio utilizzata durante l'operazione Highjump, condotta dalla marina statunitense nel 1946-47.